# اتصل بجين
اتصل بجين (بالإنجليزية: Call Jane)‏ هو فيلم درامي أمريكي لعام 2022، من إخراج فيليس ناغي، ومن سيناريو وتأليف هايلي شور وروشان سيثي، ومن بطولة إليزابيث بانكس، وسيغورني ويفر وكريس ميسينا وكايت مارا ويونومي موساكو وكوري مايكل سميث وجون ماغارو.
عرض الفيلم لأول مرة في مهرجان صاندانس السينمائي في 21 يناير 2022. ومن المقرر إطلاقه في الولايات المتحدة في 28 أكتوبر 2022 من قبل رودسايد أتراكشنز.

## روابط خارجية
- اتصل بجين على موقع IMDb (الإنجليزية)
- اتصل بجين على موقع ميتاكريتيك (الإنجليزية)
- اتصل بجين على موقع روتن توميتوز (الإنجليزية)
- اتصل بجين على موقع ألو سيني (الفرنسية)
- اتصل بجين على موقع أول موفي (الإنجليزية)
- اتصل بجين على موقع فيلمافينيتي (الإسبانية)
- اتصل بجين على موقع قاعدة بيانات الأفلام السويدية (السويدية)
- اتصل بجين على موقع قاعدة بيانات الفيلم (الإنجليزية)
- اتصل بجين على موقع ليتربوكسد (الإنجليزية)
- اتصل بجين على موقع كينوبويسك (الروسية)